# シャンタル・ベノワ
シャンタル・ベノワ（Chantal Benoit、1960年10月1日 - ）は、カナダの車いすバスケットボール選手。ケベック州ベルイユ出身。
子供のころ、がんにより手術で足を切断した。1983年より車いすバスケットボールをはじめると、翌年の1984年より車いすバスケットボール女子カナダ代表に加わり、以降現在まで代表に選ばれ続けている。女子車いすバスケットボールのマイケル・ジョーダンと呼ばれ、世界最高の車いすバスケットボール選手の一人に数えられる。